# Cabasse (Var)
Cabasse é uma comuna francesa na região administrativa da Provença-Alpes-Costa Azul, no departamento de Var. Estende-se por uma área de 45.49 km². Em 2010 a comuna tinha 1 996 habitantes (densidade: 43,9 hab./km²).